# Don Symon
Donald Alan „Don” Symon (ur. 20 maja 1960 w Christchurch) – nowozelandzki wioślarz, brązowy medalista olimpijski.

## Kariera
Wystąpił na igrzyskach olimpijskich w Los Angeles w 1984, gdzie osada Nowej Zelandii w składzie: Kevin Lawton, Don Symon, Barrie Mabbott, Ross Tong i Brett Hollister (sternik) zdobyła brązowy medal w czwórkach ze sternikiem. W finale A uplasowali się o 5,04 sekundy za osadą Wielkiej Brytanii i o 3,40 sekundy za osadą Stanów Zjednoczonych. Był to jego jedyny start olimpijski.
Ponadto zdobył srebrny medal w czwórkach bez sternika i brązowy w ósemkach na igrzyskach Wspólnoty Narodów w Edynburgu (1986). 
Był też między innymi siódmy w ósemkach na mistrzostwach świata w Nottingham (1986).
Po zakończeniu kariery przez krótki czas pracował jako trenerem wioślarstwa. Następnie założył firmę produkującą odzież w Christchurch.